# Engrenages
Engrenages fue una serie de televisión francesa transmitida por Canal+ entre el 13 de diciembre de 2005 y 12 de octubre de 2020.

## Elenco

### Policía
- Caroline Proust como Laure Berthaud.
- Thierry Godard como Gilles «Gilou» Escoffier.
- Fred Bianconi como Luc «Tintin» Fromentin.
- Bruno Debrandt como Vincent Brémont.
- Swann Arlaud como Steph.
- Samir Boitard como Sami / Jamal Haroun.
- Stéphan Wojtowicz como Marc Aubert.
- Shemss Audat como Nadia «Nana».
- Anissa Allali como Amina.
- Nicolas Briançon como Herville.

### Palacio de Justicia
- Philippe Duclos como François Roban.
- Grégory Fitoussi como Pierre Clément.
- Audrey Fleurot como Joséphine Karlsson.
- Elisabeth Macocco como Marianne Ledoux.
- Dominique Daguier como Machard.
- Johan Leysen como Maître Atalay.
- Daniel Duval como Szabo.
- Xavier Robic como Arnaud Ledoré.
- Vincent Winterhalter como Vincent Leroy.
- Fatou N'Diaye como Carole Mendy.

## Episodios
| Temporada | Temporada | Nº de episodios | Originalmente transmitido | Originalmente transmitido |
| Temporada | Temporada | Nº de episodios | Primera emisión           | Última emisión            |
| --------- | --------- | --------------- | ------------------------- | ------------------------- |
|           | 1         | 8               | 13 de diciembre de 2005   | 3 de enero de 2006        |
|           | 2         | 8               | 12 de mayo de 2008        | 2 de junio de 2008        |
|           | 3         | 12              | 3 de mayo de 2010         | 7 de junio de 2010        |
|           | 4         | 12              | 3 de septiembre de 2012   | 8 de octubre de 2012      |
|           | 5         | 12              | 10 de noviembre de 2014   | 15 de diciembre de 2014   |